# Dimension Intrusion
Dimension Intrusion es un disco de F.U.S.E., alias de Richie Hawtin. Es el quinto álbum de la serie Artificial Intelligence del sello Warp y fue publicado en 1993.

## Lista de canciones
1. "A New Day" – 3:53
2. "F.U." – 7:45
3. "Slac" – 3:17
4. "Dimension Intrusion" – 4:03
5. "Substance Abuse" – 5:09
6. "Train-Trac.1" – 6:42
7. "Another Time (Revisited)" – 6:21
8. "Theychx" – 13:27
9. "Uva" – 8:05
10. "Mantrax" – 8:00
11. "Nitedrive" – 3:28
12. "Into the Space" – 5:02
13. "Logikal Nonsense" – 1:14